# 다나카 아사미
다나카 아사미(일본어: 田中 あさみ, 1993년 6월 6일 ~ )은 일본의 배우이다.